# Часовня Ротко
Часовня Ротко (англ. Rothko Chapel) — неденоминационная часовня, находящаяся в городе Хьюстоне, штат Техас, в США, основанная Джоном и Доминик де Менил. Интерьер служит не только часовней, но и является произведением современного искусства. На её стенах четырнадцать картин Марка Ротко, выполненных в различных оттенках черного цвета. Дизайн и форма здания были выбрана под влиянием художника: восьмиугольник, вписанный в греческий крест. Часовня находится в двух милях к юго-западу от центра города, в пригородном районе и расположена между зданием, в котором находится коллекция де Менил, и часовней Святого Василия в кампусе Университета Святого Томаса. 
16 сентября 2000 года часовня Ротко была включена в Национальный реестр исторических мест США. Сьюзен Дж. Барнс утверждает, что «Часовня Ротко ... стала первым широко экуменическим центром в мире, святым местом, открытым для всех религий и не принадлежащим никому. Она стала центром международных культурных, религиозных и философских обменов, коллоквиумов и перформанса. Местом личной молитвы для людей всех конфессий». 

## История
В 1964 году Джон и Доминик де Менил (также основатели близлежащей коллекции Менил) поручили Ротко создать медитативное пространство, наполненное его картинами. Одним из требовании было, чтобы картины сочетались с местом. Поскольку у Ротко была  творческая лицензия на проектирование, он вступил в конфликт с первоначальным архитектором проекта, Филиппом Джонсоном, из-за плана часовни. В итоге, планы прошли через несколько ревизий и архитекторов. Ротко продолжил работать сначала с Говардом Барнстоуном, а затем с Юджином Обри, но в итоге, он не дожил до завершения строительства часовни, которая открылась в 1971 году. После долгой борьбы с депрессией Ротко умер, совершив самоубийство, в своей нью-йоркской студии 25 февраля 1970 года. 
С 1973 года часовня Ротко стала центром коллоквиумов по вопросам справедливости и свободы во всем мире. Первый коллоквиум привлек ученых из Ливана, Ирана, Индии, Пакистана, Нигерии, Японии, Италии, США и Канады. В 1981 году была учреждена «Награда часовни Ротко за приверженность истине и свободе». А в 1986 году была учреждена вторая награда в честь Оскара Ромеро, архиепископа Сан-Сальвадора, который был убит 24 марта 1980 года. Этими наградами награждаются лица и организации, борющиеся за права человека. В 1991 году часовня Ротко отметила свою 20-ю годовщину совместной наградой с Фондом прав человека Картера-Менил, основанным в 1986 году бывшим президентом Джимми Картером. Нельсон Мандела был основным докладчиком и получил специальную награду часовни Ротко. 
В начале 1999 года часовня Ротко была закрыта на капитальный ремонт. Картины демонстрировали признаки преждевременного старения, и самые большие из них не могли быть перевезены для реставрации. В 2000 году часовня была вновь открыта после 18-месячной реконструкции, на которую ушло $1,8 млн.
В августе 2024 года часовня была закрыта на ремонт и реставрацию на неопределенный срок из-за повреждений после урагана «Берилл». В результате непогоды от воды пострадали крыша, часть потолка и несколько стен, а также три картины.

## Архитектура
Часовня представляет собой неправильное восьмиугольное кирпичное здание с серыми и розовыми лепными стенами и перегородкой в потолке. Она служит местом для медитации, а также конференц-залом и оснащена восемью простыми подвижными скамьями для медитации. В библиотеке часовни доступны священные книги различных религий. Каждый год часовню посещают около 55 000 человек. 

## Произведения искусства

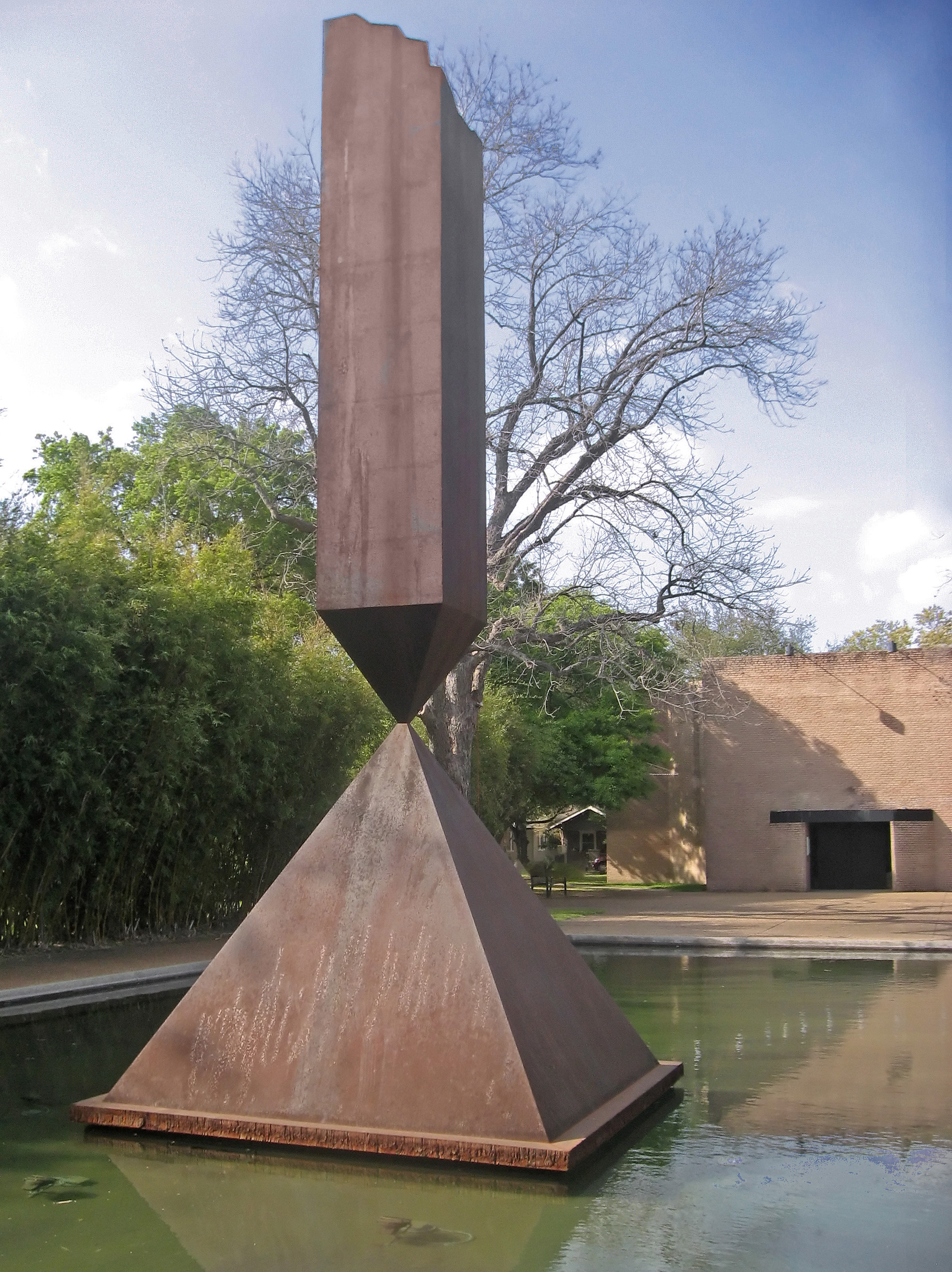
Сломанный обелиск перед часовней Ротко

Часовня связана с несколькими произведениями искусства, кроме самого здания, в области живописи, скульптуры и музыки. 

### Картины
В часовне выставлены четырнадцать картин Ротко. На трёх стенах расположены триптихи, в то время как другие пять стен заняты различными картинами. Начиная с 1964 года Ротко начал рисовать серию черных картин, которые включали другие темные оттенки и текстурные эффекты. Типичный вопрос, который задают посетители, просматривающие массивные черные полотна, которые украшают стены часовни: «Где картины?» 
Де Менилс заказал Ротко картины для часовни в 1964 году. С осени 1964 года по весну 1967 года художник написал четырнадцать больших картин и четыре запасные картины, которые включали в себя многие черты ранних черных картин 1964 года.

### Скульптура
Перед часовней размещена скульптура Барнетта Ньюмана, Сломанный Обелиск, 1963–1967 гг. Скульптура находится в бассейне, разработанном Филиппом Джонсоном, и посвящена покойному Мартину Лютеру Кингу-младшему . Скульптура первоначально стояла в Вашингтоне, округ Колумбия, и была предложена де Менильс в 1969 году городу Хьюстон в качестве памятника Мартину Лютеру Кингу-младшему для установки перед мэрией. Хьюстон отказался от подарка, и де Менилс пожертвовал скульптуру и картины Ротко, чтобы построить часовню Ротко. 

### Музыка
Одна из самых известных музыкальных пьес Мортона Фельдмана была вдохновлена и написана для исполнения в часовне — ее также называют Ротко-Капелла (1971). Музыкант Питер Габриел назвал одну из своих песен «Четырнадцать черных картин» после посещения  часовни. Дэвид Дондеро написал песню под названием «Rothko Chapel», которая появилась в его альбоме Simple Love 2007 года. Посещая тибетских гьюто, тантрические монахи исполнили гармоническое пение в апреле 1986 года. 

## Признание
Будучи центром диалога между социальной справедливостью, художественными и духовными лидерами, часовня Ротко была удостоена нескольких выдающихся наград и людей. Часовня Ротко также проводит двухгодичную премию Оскара Ромеро. 

### Награды
Часовня была удостоена многочисленных наград, в том числе премии мира от общины бахаи Хьюстона (1998), премии сообщества от делового альянса Музейного округа (2000), межконфессиональной премии Джеймса Л. Такера (2004), награды «Городская зелень» от The Park People (2005) и награды от Хьюстонского центра мира и справедливости (2008). 

### Премия Оскара Ромеро
Среди прошлых награжденных были епископ Проаньо, кардинал Арнс, Ослободженье, Салима Гезали и Берта Касерес.

## Вандализм
18 мая 2018 года часовня Ротко подверглась вандализму: неизвестные разлили белую краску у входа в часовню и в бассейне, окружающем скульптуру Сломанного обелиска. Вокруг были разбросаны листовки с надписью: «Это нормально, быть белым». 